# Подаване на патрони в стрелковото оръжие
Подаването на патрони в стрелковото оръжие с ръчно презареждане, самозарядното или автоматичното оръжие се осъществява с помощта на пълнители, патронни пачки или ленти.
- Патронна лента – лента, снаряжена с патрони за захранването на стрелковото оръжие с боеприпаси, обикновено – картечница. Лентата служи за съединеняването на патроните заедно. При ленточното подаване на боеприпаси подаването на патроните се осъществява за сметка на енергията на самата картечница или с помощта на специална трансмисия.
- Пълнител – в огнестрелното многозарядно оръжие (карабини, винтовке, пистолете, картечници, автоматични оръжия и т.н.) пълнителя представлява кутия, диск, барабан или тръба, които служат за поместването на патроните в определен ред.
- Патронна пачка (устройство за подаване на патрони за винтовките с пачечно зареждане).

## Револвер
При револверите подаването на боеприпаси се осъществява с помощта на барабана. Барабана представлява цилиндър с камери (канали), в които се зареждат патроните, въртящ се около своята ос. По този начин, всички патрони в барабана се намират в индивидуални патронници.